# Stazione di Swindon
La stazione di Swindon (in inglese Swindon railway station) è la principale stazione ferroviaria di Swindon, in Inghilterra.

## Servizi
Oltre ai treni che collegano le principali città del sud-ovest dell'Inghilterra, la stazione di Swindon offre una serie di servizi moderni, tra cui aree di attesa, negozi, e punti di ristoro.